# Todiramphus gambieri
El alción de la Niau (Todiramphus gambieri) es una especie de ave coraciforme de la familia Halcyonidae endémica de la isla de Niau en la Polinesia francesa. En el pasado también poblaba la isla de Mangareva pero la subespecie nominal que se encontraba allí se extinguió a finales de siglo XIX. La población total de las especie es de unos 125 individuos en el atolón de Niau. Por lo que se clasifica como especie en peligro crítico de extinción.

## Descripción
El alción de la Niau tiene la mayor parte de su cuerpo blanco, con el píleo naranja claro, las alas de color azul brillante y la espalda verde.